# Tehov, Praha-východ
Tehov là một làng thuộc huyện Praha-východ, vùng Středočeský, Cộng hòa Séc.